# Three Percenters
Els Three Percenters ('partidaris del tres percent' en anglès), també escrit com a 3 Percenters, 3%ers and III%ers, és un grup paramilitar i milícia estatunidenca d'extrema dreta amb presència al Canadà. El grup defensa el dret a la possessió d'armes i la resistència a la participació del govern federal estatunidenc en afers locals.
El nom del grup deriva de la creença popular que només el tres per cent dels colons estatunidencs van prendre les armes per rebel·lar-se contra el Regne de la Gran Bretanya durant la Revolució Americana.
El Southern Poverty Law Center va categoritzar el grup com a «antigovernamental». El grup està establert als Estats Units però també té presència al Canadà. Alguns experts canadencs el consideren «el grup extremista més perillós» del Canadà.

## Fundació i membres
El moviment s'ha caractaritzat com a part d'un moviment patriòtic major. Fundat el 2008, va guanyar impuls arran de les eleccions presidencials d'aquell mateix any, on Barack Obama va convertir-se en president dels Estats Units. Els membres creien que l'Administració Obama conduiria a una major interferència governamental en les vides dels ciutadans i particularment lleis de control d'armes més estrictes. Molts dels membres són antics membres i actuals de les forces armades estatunidenques, policia i altres agències de seguretat, així com altres grups antigovernamentals com els Oath Keepers.
El movement va ser cofoundat per Michael "Mike" Brian Vanderboegh de l'estat d'Alabama, membre dels Oath Keepers, grup amb el qual els Three Percenters romanen vagament aliats i sovint són comparats. Vanderboegh afirma haver format part d'Estudiants per una Societat Democràtica i el Partit Socialista dels Treballadors, però abandonà la política d'esquerres i la política en general el 1977 després de ser introduït al llibertarisme.
En la seva pàgina web el grup afirma que no discrimina a ningú; no obstant això, en resposta a les protestes Black Lives Matter arran de l'assassinat de Michael Brown a Ferguson, la pàgina de Facebook dels Three Percenters va incloure nombrosos comentaris racistes per part dels seus seguidors.

## Ideologia
La pàgina web del grup afirma que «no és una milícia» i que «no és antigovernamental». Els Three Percenters creuen que els ciutadans de carrer han d'adoptar una postura ferma contra els suposats abusos percebuts pel Govern federal dels Estats Units, els quals els caractaritzen com excedint el llindar constitucional. Els seus objectius declarats són protegir el dret a la possessió d'armes de foc i «posar-se en contra de la tirania». El grup s'oposa a la participació federal en el que ells consideren afers locals i declaren que en els seus estatuts els xèrifs del comtat són «la llei suprema de la terra».
Com molts altres moviments milicians americans, els Three Percenters creuen en la capacitat dels ciutadans voluntaris amb armes ordinàries de resistir amb èxit a les forces armades. Donen suport a aquesta creença afirmant que només al voltant del 3% dels colons estatunidencs van lluitar contra els britànics durant la Revolució Americana, una afirmació que subestima el nombre de persones que van resistir el domini britànic i que no té en compte la concentració de les forces britàniques a les ciutats costaneres, la similitud d'armes utilitzades per les forces estatunidenques i britàniques, i el suport francès als colons.